# Войковский сельсовет (Алтайский край)
Войковский сельсовет — муниципальное образование со статусом сельского поселения и административно-территориальное образование в Шипуновском районе Алтайского края России. Административный центр — село Усть-Порозиха.

## Население
| 1997  | 1998  | 1999  | 2000  | 2001  | 2002  |
| ----- | ----- | ----- | ----- | ----- | ----- |
| 1449  | ↘1382 | ↘1280 | ↘1255 | ↗1291 | ↘1235 |
| 2003  | 2004  | 2005  | 2006  | 2007  | 2008  |
| ↘1227 | ↘1220 | ↘1156 | ↘1127 | ↘1118 | ↘1085 |
| 2009  | 2010  | 2011  | 2012  | 2013  | 2014  |
| ↘1036 | ↗1048 | ↘1045 | ↘1034 | ↘1002 | ↘971  |
| 2015  | 2016  | 2017  | 2018  | 2019  | 2020  |
| ↘937  | ↘917  | ↘894  | ↘883  | ↘873  | ↘843  |
| 2021  |       |       |       |       |       |
| ↘830  |       |       |       |       |       |

По результатам Всероссийской переписи населения 2010 года, численность населения муниципального образования составила 1048 человек, в том числе 492 мужчины и 556 женщин. Оценка Росстата на 1 января 2012 года — 1034 человека.

## Населённые пункты
В состав сельского поселения входит 4 населённых пункта:
- посёлок Воробьёво,
- село Кособоково,
- село Усть-Порозиха,
- посёлок Чупино.